# 홍휘
단친왕 홍휘(端親王 弘暉, 음력 1697년 3월 26일 ~ 음력 1704년 6월 6일)는 청나라의 황족 종실이다. 청나라 제5대 군주 옹정제(雍正帝)의 적자(嫡子)이며 청나라 제4대 군주 강희제(康熙帝)의 적손(嫡孫)이다.
그의 본명(本名)은 아이신줴뤄 훙후이(愛新覺羅 弘暉, 애신각라 홍휘)이다.
그는 2세 시절이던 1699년 8월 11일을 기하여 조부 강희제(康熙帝)로부터 화석단군왕(和碩緞郡王) 작위에 책봉되었지만 5년 후 1704년에 홍역으로 인하여 향년 7세로 훙서(薨逝)하였으며 사후 31년이 지난 1735년에 이복 남동생 건륭제(乾隆帝)가 등극 후 단친왕(端親王)으로 추봉되었다.